# II Ульпиева когорта пафлагонцев
II Ульпиева конная когорта пафлагонцев (лат. cohors II Ulpia Paphlagonum equitata) — вспомогательное подразделение армии Древнего Рима.
Данное подразделение впервые упоминается в военном дипломе из Сирии, относящемся к концу 153 года, и снова появляется в той же провинции в дипломе от 28 сентября 157 года. Когорта принимала участие в парфянской кампании Луция Вера. Она входила в состав сводного кавалерийского отряда, составленного из конных когорт, которым предводительствовал Марк Валерий Лоллиан. Подразделение по-прежнему существовало в середине III века, как это показано в греческой надписи на алтаре из Дура-Европос, поставленном в честь Юпитера Долихена. Там упоминается, что это было сделано при помощи отряда или вексилляции II Волузиановой когорты пафлагонцев (прозвище «Волузианова» происходит от имени императора Волузиана). Текст также сообщает нам, что эта вексилляция была под командованием центуриона Ульпия Юлиана, которому содействовали Марин, звание которого написано неразборчиво; Зенон, который был опционом или младшим офицером и Фаустиан, звание которого также разобрать невозможно.